# Stromness (Georgia del Sud)

Villaggi storici ed attuali della Georgia del Sud

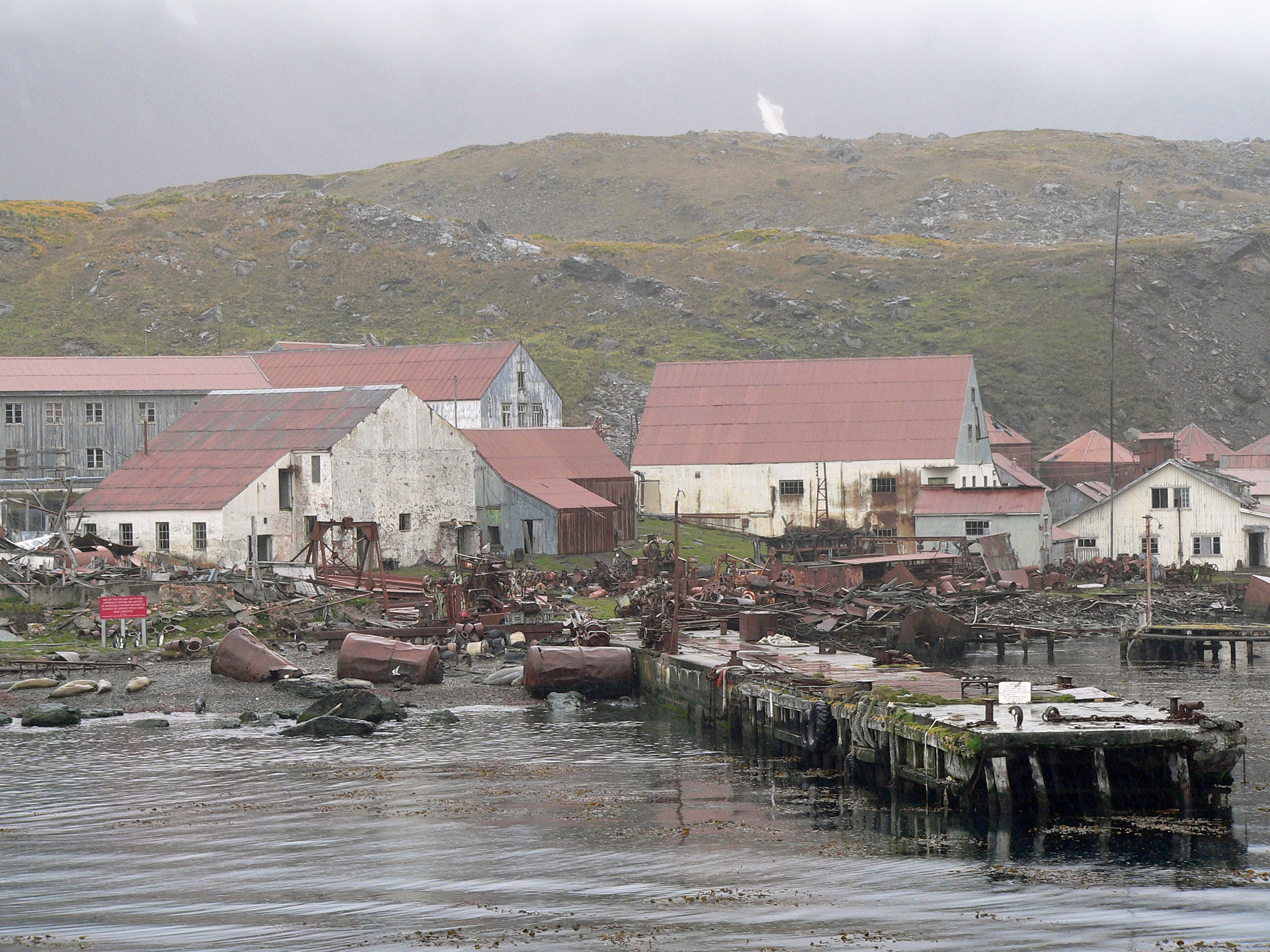
Rovine di Stromness

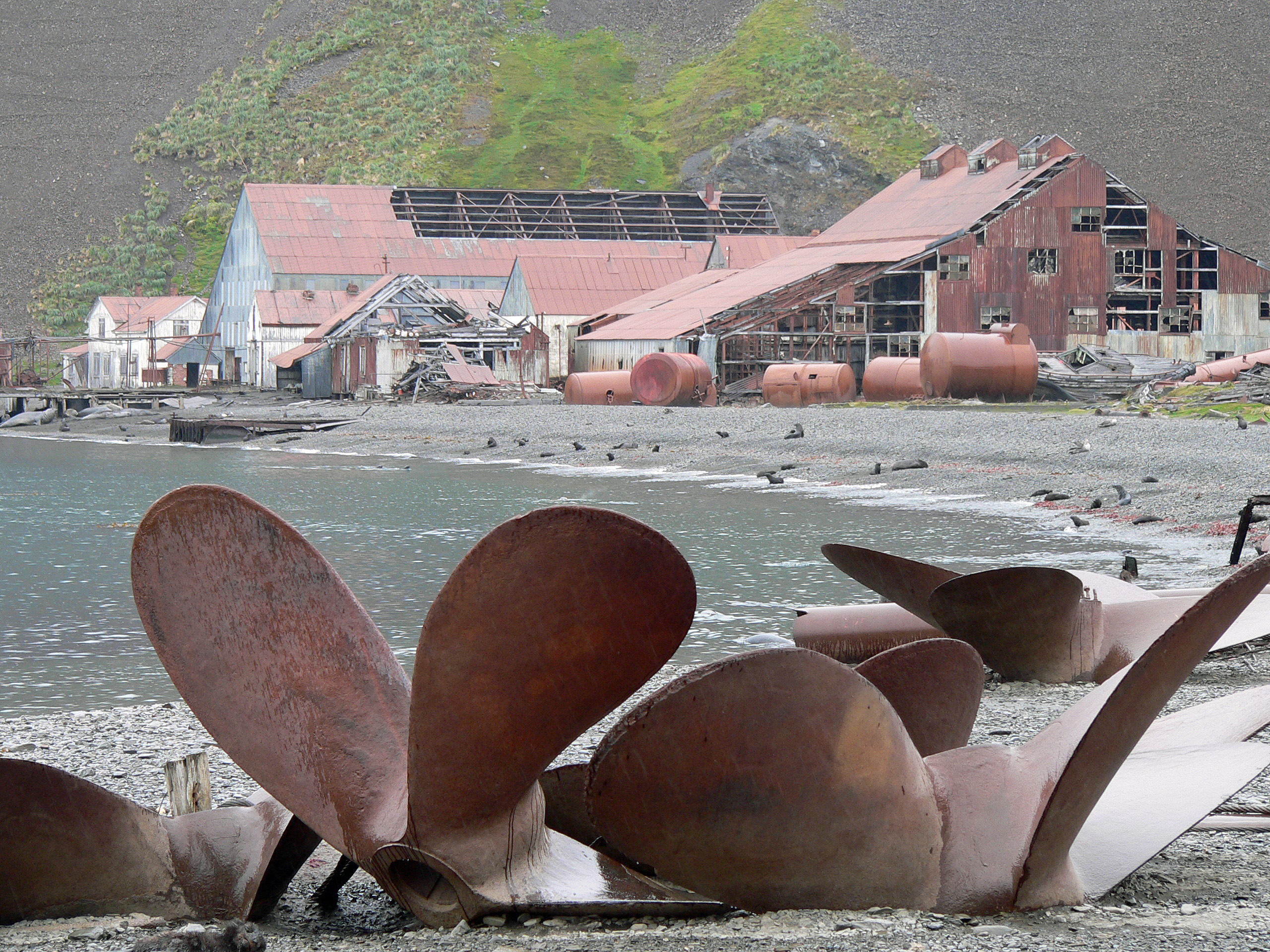
Relitti e rovine di Stromness

Stromness è una stazione baleniera abbandonata situata nella costa settentrionale della Georgia del Sud, nel golfo centrale del lato occidentale della Stromness Bay. Nelle mappe più antiche la località è indicata anche con il nome di Fridtjof Nansen o più semplicemente Nansen, ma dal 1920 il nome Stromness è l'unico utilizzato.
L'importanza storica del sito è data anche dal fatto che nel 1916 venne raggiunto da Ernest Shackleton in cerca di aiuto per i naufraghi della spedizione Endurance rifugiati sull'isola Elephant (Shetland Meridionali).

## Storia
Nel 1907 una "industria baleniera galleggiante" viene ancorata nella baia Stromness; la costruzione della base sulla terraferma inizia nel 1912.
Nel 1916 Ernest Shackleton alla guida di un piccolo gruppo sbarca alla baia di re Haakon, nella parte meridionale della Georgia del Sud dopo un viaggio di oltre 1 300 chilometri a bordo della James Caird. L'intera costa è disabitata, l'esploratore irlandese decide allora di effettuare una traversata dell'isola insieme a Tom Crean e Frank Worsley per raggiungere la costa settentrionale, dove sono presenti diverse basi baleniere. Dopo 36 ore di marcia il gruppo arriva a Stromness dove vengono accolti con tutti gli onori e possono organizzare il salvataggio degli uomini rimasti sull'altro lato dell'isola prima e dei naufraghi sull'isola Elephant poi.
Stromness operò come stazione baleniera dal 1912 al 1931, quando venne convertita in sito di riparazione di navi, con annessa officina e fonderia. Le strutture rimangono operative sino al 1961 quando l'area viene abbandonata.
Nei decenni successivi alla chiusura, Stromness ha subito diversi danni a causa del rigido clima del luogo e attualmente molti degli edifici che la componevano sono in rovina. Sono in corso progetti per ripulire e mettere in sicurezza la zona, in modo da renderla sicura per i visitatori.
Fuori dall'abitato è possibile trovare un piccolo cimitero, con 14 tombe di balenieri.